# Gezeitenkraftwerk Swansea Bay
Das Gezeitenkraftwerk Swansea Bay (auch Gezeitenlagune Swansea Bay, engl. Tidal Lagoon Swansea Bay) ist ein geplantes Gezeitenkraftwerk in Damm-Bauweise in der Swansea Bay (Swansea-Bucht), einer Bucht des Bristolkanals bei der Stadt Swansea an der Südküste von Wales im Vereinigten Königreich.
Die Planungen für das Bauwerk liefen seit 2010, der Bau wurde 2015 vom Energieministerium genehmigt. Der Baubeginn wurde für 2018 erwartet, im selben Jahr zog sich die britische Regierung aber aus dem Projekt zurück. Durch private Investoren konnte das Projekt zunächst weiterverfolgt werden, doch der Auslauf der Baugenehmigung im Juli 2020 bedeutete das vorläufige Ende des Projektes. Seit März 2021 untersucht die walisische Regierung allerdings die Sinnhaftigkeit einer möglichen Wiederaufnahme.
Nach seiner Fertigstellung wäre das Kraftwerk mit einer geplanten installierten Leistung von 320 Megawatt vermutlich die größte Anlage dieser Art in der Welt gewesen; vor dem derzeitigen Spitzenreiter, dem südkoreanischen Gezeitenkraftwerk Sihwa-ho mit 254 MW. Noch größere Anlagen sind zwar in Planung, jedoch in ihrer Projektentwicklung nicht so weit fortgeschritten.

## Geographische Lage und Umfeld

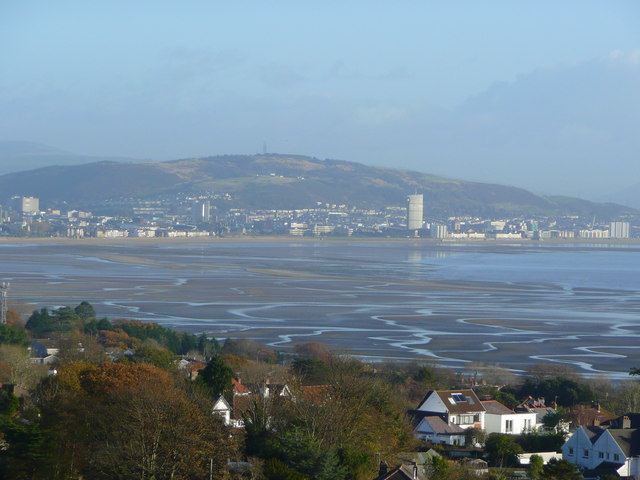
Blick von der Landspitze The Mumbles über das Watt der Swansea Bay bei Niedrigwasser

Die Swansea Bay im Bristolkanal wurde als Standort für die Anlage ausgewählt, weil der Bristolkanal besonders stark ausgeprägte Gezeiten aufweist. Durch die Trichterform der Bucht in Ost-West-Richtung und die relativ geringe Wassertiefe entsteht hier eine Gezeitenwelle, die in der Spitze einen Tidenhub von bis zu 10,5 m aufweist; dies ist der zweitgrößte Tidenhub in der Welt. Im Bereich der Swansea Bay variiert der Tidenhub zwischen 4,1 und 8,5 m.
Die künstliche Lagune mit dem Kraftwerk läge im mittleren Abschnitt der Swansea Bay, südöstlich der Stadt Swansea, genauer gesagt vor deren Stadtteilen Port Tennant mit seinen vorgelagerten Hafenanlagen und Crymlyn Burrows mit dem Universitäts-Campus. Der einzuschliesende Küstenabschnitt ist größtenteils befestigt und bebaut.
Westlich der geplanten Lagune liegt die Mündung des Flusses Tawe, östlich die des Flusses Neath. Die Lagune schlöße diese Mündungen absichtlich nicht mit ein, um die Strömung in der Flussmündung und in der Bucht möglichst wenig zu behindern und so die ökologischen Auswirkungen zu minimieren.

## Geschichte
Überlegungen zu einem Gezeitenkraftwerk im Bristolkanal gibt es schon seit vielen Jahren, da dieses Gebiet wegen des großen Tidenhubs eine besonders gute Leistungsausbeute erwarten lässt. Lange Zeit war der Bau eines etwa 16 km langen Dammes quer durch die Severn-Mündung von Cardiff am Nordufer bis Bristol am Südufer im Gespräch. Das so installierte Kraftwerk hätte eine Leistung von bis zu 8500 MW haben können. Wegen der enormen Kosten und der gravierenden Auswirkungen auf das Ökosystem der Flussmündung wurden diese Pläne aber 2010 von der britischen Regierung endgültig verworfen.
Im selben Jahr begannen die Planungen für ein wesentlich kleineres Kraftwerk in der Bucht von Swansea. Bei der Konzeptfindung wurde von Beginn an darauf geachtet, die Hauptgründe, die zur Ablehnung des Severn-Staudammes geführt hatten, zu vermeiden. Dies betraf insbesondere die Auswirkungen auf die Umwelt. So entstand die Idee, als Staubecken keine natürliche Bucht zu nutzen, sondern eine überwiegend künstliche Lagune zu schaffen.
Ende 2012 wurde eine Studie für die Umweltverträglichkeitsprüfung bei den Behörden eingereicht; 2014 wurden weitere notwendigen Genehmigungen für den Bau beantragt. Die Erteilung der Genehmigung wurde für Mitte 2015 erwartet, so dass frühestens Ende 2015 mit dem Bau begonnen werden hätte können.
Anfang Juni 2015 erhielt das Projekt die Freigabe seitens des britischen Energieministeriums (Department of Energy and Climate Change). Der nächste große Schritt ist nach Aussage des Betreibers das Aushandeln der staatlich garantierten Einspeisevergütung, um die Wirtschaftlichkeit der Investition zu sichern.
Ebenfalls im Juni 2015 wurden die ersten Aufträge für den Bau vergeben: Den Auftrag für die notwendigen Wasser- und Küstenbaumaßnahmen, insbesondere den Bau des fast 10 km langen Dammes, erhielt die China Harbour Engineering Company Ltd (CHEC). Das eigentliche Kraftwerk mit 16 Wasserturbinen liefert ein Konsortium aus General Electric und Andritz Hydro. Der Baubeginn wurde zunächst für 2018 erwartet. Die Bauzeit wurde auf etwa vier Jahre geplant (mit erster Stromerzeugung im dritten Jahr). Die Baukosten sollten etwa 1 Milliarde Pfund betragen. Im Jahr 2018 verlautbarte das Department for Business, Energy and Industrial Strategy (BEIS) allerdings, dass das Projekt nicht weiter verfolgt würde, da es nicht wirtschaftlich sei. Allerdings gibt es Versuche von Seiten privater Investoren, die Arbeiten wieder aufzunehmen, diese gründeten danach ein Unternehmen für das Projekt, das dieses über den Verkauf von Anteilen finanzieren sollte. Dadurch konnte kurz vor Ablauf der Baugenehmigung Ende Juni 2020 mit ersten Vorarbeiten begonnen werden, wenige Wochen später erklärten die britische Regierung sowie die Verwaltung des City and County of Swansea die Baugenehmigung für ausgelaufen, wodurch das Projekt nicht weiterverfolgt werden konnte. Fast ein Jahr später, im März 2021, gab die nun zuständige walisische Regierung bekannt, dass sie nun selbst untersuchen lassen wolle, ob eine Wiederaufnahme des Projektes sinnvoll sei.

## Technischer Aufbau und Funktionsweise
Die Gesamtanlage bestünde aus der künstlichen „Lagune“, einem durch einen Damm eingefasstem Speicherbecken, und dem Sperr- und Kraftwerk mit seinen Wasserturbinen und Wehranlagen:

### Lagune (Speicherbecken)
Eine Besonderheit des Kraftwerks ist die Bauweise des Speicherbeckens, der „Lagune“. Anders als bei anderen Gezeitenkraftwerken in Damm-Bauweise wird keine natürliche Bucht oder Flussmündung vom offenen Meer abgetrennt, sondern der Damm verläuft als Mole von der Küste in einem weiten Bogen ins Meer hinaus und wieder zurück zur Küste. Hierdurch ist der Damm erheblich länger und somit aufwändiger; dieser Nachteil wurde aber in Kauf genommen, weil so die Auswirkungen auf die Umwelt weniger gravierend sind. Dies ergibt sich, weil die so geschaffene, künstliche Lagune zwar innerhalb einer natürlichen Bucht liegt, aber nur relativ geringen Auswirkungen auf deren Küstenlinie mit der ökologisch besonders wertvollen Ufer- und Wattzone hat.
Die Lagune ist auf eine Lebensdauer von 120 Jahren konstruiert und darauf ausgelegt 500-Jahres-Stürme zu überstehen. Auch die Auswirkungen der Globalen Erwärmung wurden berücksichtigt. Zudem soll die Lagune auch die dahinter liegende Küste vor den Auswirkungen von schweren Stürmen und Hochwasser schützen.
Der Damm ist etwa 9,5 km lang; er bildet somit etwa ¾ des Umfangs der Lagune. Der Damm hat eine Höhe von bis zu 20 m über Grund; die Krone ragt bei Niedrigwasser etwa 12 m, bei Hochwasser etwa 3,5 m über den Meeresspiegel hinaus. Die Breite des Damms im Querschnitt beträgt je nach Abschnitt zwischen 50 und 100 m.
Der Molendamm besteht im Kern aus lokal aufgespültem Sand. Dieser wird an den Seiten stabilisiert durch sandgefüllte Schläuche aus Geotextilien, die in mehreren Lagen übereinandergelegt werden. Zum Schutz vor Erosion durch Wellenschlag wird der Damm zudem mit einem Deckwerk aus Steinblöcken versehen. Auf der Krone verläuft ein begeh- und befahrbarer Weg; dieser dient einerseits der Wartung und Kontrolle des Deiches sowie dem Zugang zum Kraft- und Sperrwerk, andererseits zur Naherholung für Wanderer, Radfahrer, Angler und Wassersportler.
Die durch den Damm eingefasste Lagune hätte eine Fläche von etwa 11,5 km². Das aktive Volumen des Speichers, das mit jedem Gezeitenzyklus ausgetauscht wird, beträgt etwa 100 Millionen Kubikmeter.

### Kraft- und Sperrwerk
Das Kraft- und Sperrwerk befindet sich im südwestlichen Abschnitt des Lagunendammes. Es hat eine Breite von 420 m, wovon 180 m auf das Sperrwerk und 2 × 120 m auf das Kraftwerk entfielen.
Das Sperrwerk im Mittelteil besteht aus 10 drehbaren Torklappen, mit diesen Sperrklappen kann bei Bedarf ein Überschuss an Tidenströmung an den Turbinen vorbei in die Lagune hinein oder hinaus geleitet werden.
Das Kraftwerk ist zweigeteilt; in zwei Maschinenhäusern rechts und links des Sperrwerkes sind insgesamt 16 Kaplan-Rohrturbinen mit einer Kapazität von je 20 MW angeordnet. In Summe ergibt sich für das Kraftwerk eine installierte elektrische Leistung von 320 Megawatt. Bei einer mittleren Höhendifferenz (Fallhöhe) von 4,5 m ergibt sich für die Turbinen eine Nennleistung von 240 MW. In der Spitze können bis zu 10000 m³/s Meerwasser durch das Kraft- und Sperrwerk fließen. Mit 14 Betriebsstunden pro Tag soll die Anlage jährlich etwa 500 GWh Strom erzeugen. Im Vergleich zu einem fossilen Kraftwerk sollen so etwa 236.000 t CO2 pro Jahr einspart werden.